# Rutanya Alda
Rutanya Alda, née le 13 octobre 1942 à Riga, est une actrice américaine d'origine lettone.

## Biographie
Sa carrière s'étend sur une cinquantaine d'années et plus de 100 rôles, au cinéma (Voyage au bout de l'enfer, Amityville 2 : Le Possédé, Rocky 2...) et à la télévision (Santa Barbara, Beauty and the Beast...).
Elle est la femme de l'acteur Richard Bright.

## Filmographie partielle
- 1973 : Pat Garrett et Billy le Kid de Sam Peckinpah
- 1973 : Complot à Dallas de D. Miller
- 1975 : Deadly Hero d'Ivan Nagy
- 1978 : Furie (The Fury) de Brian De Palma
- 1979 : Voyage au bout de l'enfer (The Deer Hunter) de Michael Cimino
- 1980 : Christmas Evil (You Better Watch Out) de Lewis Jackson
- 1989 : Prancer de John D. Hancock
- 1992 : New York, police judiciaire : Sara Cheney (saison 2, épisode 16)
- 2003 : À la conquête d'un cœur (Love Comes Softly) de Michael Landon Jr. :  (téléfilm)
- 2004 : New York, section criminelle : Rose Cahill (saison 4, épisode 6)
- 2008 : New York, police judiciaire : Ruth Devon (saison 19, épisode 2)
- 2018 : New York, unité spéciale : Patrice Conaway (saison 19, épisode 22)